# United States census
United States census (oversat til dansk: USA's folketælling) er en folketælling i USA, der er forfatningsmæssigt bestemt i henhold til USA's forfatning artikel 1, sektion 2. Folketællingen finder sted hvert tiende år. Den første folketælling efter den amerikanske revolution blev foretaget i 1790 under udenrigsminister Thomas Jefferson. I dag er U.S. Census Bureau ansvarlig for at gennemføre folketællingen.
Den seneste nationale folketælling fandt sted i 2020; næste folketælling er planlagt til 2030. I 2013 begyndte U.S. Census Bureau at diskutere brugen af nye teknologier til at hjælpe med dataindsamling. I 2020 modtog hver husstand en invitation til at udfylde en folketællingen over internettet, telefonisk eller via papirspørgeskema. U.S. Census Bureau har over en årrække, mellem de tiårige folketællinger, udsendt forskellige estimater på befolkningstallet m.m. udført ved hjælp af undersøgelser og statistiske modeller, eksempelvis Population Estimates Program (en) og American Community Survey (en).
Den første U.S. censur i 1790 opgjorde befolkningen i USA til 3.929.326 mennesker (inkl. 694.280 slaver), mens den seneste opgørelse fra 2020 bestemte den amerikanske befolkning til 331.449.281 – svarende til en årlig befolkningstilvækst på knap 2% over perioden.

## Juridisk grundlag
Den amerikanske folketælling er forfatningsmæssigt bestemt af artikel I, sektion 2 i USA's forfatning, som siger: "Representatives and direct Taxes shall be apportioned among the several States (...) according to their respective Numbers(...). The actual Enumeration shall be made within three years after the first meeting of the Congress of the United States, and within every subsequent Term of ten Years" Sektion 2 i det 14. forfatningstillæg ændrede artikel I, sektion 2 til at inkludere, at de "respective Numbers" for "several States" vil blive bestemt ved "counting the whole number of persons in each State, excluding Indians not taxed." United States Census Bureau (officielt Bureau of the Census, som defineret i Titel 13 USC §11) er ansvarlig for USA's folketælling. Bureau of the Census er en del af USA's handelsministerium.
Afsnit 13 i United States Code regulerer, hvordan folketællingen udføres, og hvordan dens data håndteres. Oplysninger er fortrolige i henhold til 13 U.S.C. § 9 . Folketællingsloven, kombineret med Sentencing Reform Act af 1984 (Afsnit 18 i United States Code, Sektion 3551, 3559 og 3571), fastligger en bøde på op til $5.000 for ikke at svare eller for bevidst at give falske svar på ethvert spørgsmål.

## Procedure
Amerikanske folketællingstal er baseret på faktiske optællinger af personer i USA. De omfatter borgere, ikke-statsborgere, lovlige beboere, langtidsbesøgende ikke-statsborgere og papirløse immigranter. Folketællingskontoret baserer sin beslutning om, hvem der skal regne med, på princippet "sædvanlig bopæl". Sædvanlig bopæl – et princip etableret i Census Act af 1790 – er defineret som det sted, en person bor og sover det meste af tiden. Census Bureau bruger særlige procedurer for at sikre, at dem uden en konventionel bolig tælles med. Data fra disse operationer er ikke så nøjagtige som data opnået fra traditionelle procedurer. 
I nogle tilfælde, hvor bureauet er usikker på antallet af beboere på en given adresse efter et feltbesøg, udledes det fra befolkningskarakteristika fra en nærtliggende nabo med lignende karakteristika. Denne praksis har virkninger på tværs af mange områder, men ses af nogle som kontroversiel. Denne praksis blev blåstemplet af den amerikanske højesteret i Utah v. Evans.
Visse amerikanske statsborgere, der bor i udlandet, er udelukket fra at blive talt med i folketællingen, selvom de er berettiget til at stemme. Kun amerikanere, der bor i udlandet, som er "føderale ansatte (militære og civile) og deres pårørende, der bor i udlandet med dem", tælles med. "Private amerikanske statsborgere, der bor i udlandet, og som ikke er tilknyttet den føderale regering (enten som ansatte eller deres pårørende), vil ikke blive inkluderet i de oversøiske optællinger. Disse oversøiske optællinger bruges udelukkende til omfordeling af pladser i Repræsentanternes Hus".
I henhold til Census Bureau har "Census Day" været den 1. april siden 1930. Tidligere, fra 1790 til 1820, talte folketællingen befolkningen fra den første mandag i august. Den blev flyttet til den 1. juni 1830, (2. juni 1890), 15. april 1910 og 1. januar 1920.
Fordi folk fødes, dør og flytter i løbet af året, tæller folketællingen personer, hvor de boede eller fonventede at bo på denne specifikke referencedato ("Census Day") i et forsøg på at få et sammenhængende øjebliksbillede og undgå dobbelttælling. Selve folketællingen begynder før denne dato og strækker sig i måneder derefter. I 2020 blev de tidligste svar indsamlet fra den 21. januar i fjerntliggende dele af Alaska og den 12. marts for de fleste amerikanere.

## Formål
Ud over det primære formål med at omfordele Repræsentanternes Hus, bruges folketællingsdata til en lang række applikationer, herunder:
- Fordeling af føderal finansiering til et stort antal politiskeprogrammer (f.eks. velfærdsprogrammer), anslået til et sted mellem $675 milliarder og $1,5 dollar billioner om året.[10]
- Infrastruktur og transportplanlægning
- Militær og katastrofeberedskabsplanlægning
- Økonomisk analyse
- Kommercielle investerings- og markedsføringsbeslutninger
- Computerprogrammer, der kan disambiguere stednavne baseret på, hvilke der har den højeste befolkning
- Generelle opslagsværker

## Kontrovers
Folketællingen har historisk og indtil i dag været kontroversiel på grund af dens rolle i omfordelingen af politisk repræsentation. I 1850'erne undertrykte folketællingsplanlæggere information om slaveri på grund af pres fra sydlige lovgivere. Resultaterne af folketællingen i 1920 blev ignoreret, og ingen omfordeling fandt sted, da lovgivere på landet frygtede at miste magten til byområder. I 1940'erne var folketællingsembedsmænd involveret i at organisere japansk-amerikansk internering.
Folketællingen er kontroversiel; op til en tredjedel af alle amerikanske indbyggere reagerer ikke på gentagne påmindelser. I de seneste folketællinger har udeblivelsesprocenten været mindre end 1% (den var omkring 0,4% i 2010), men i løbet af 2020-tællingen, den 11. september, troede mange eksperter, at udeblivelsesprocenten kunne nå tocifrede. Inden den 19. oktober 2020 havde alle stater nået en svarprocent på 99 %, og alle stater undtagen én havde en ikke-svarprocent på under 0,1%.
Census Bureau anslog, at over seks procent af afroamerikanere i 1970 ikke blev talt med, hvorimod kun omkring to procent af europæiske amerikanere ikke blev talt med. Demokrater argumenterer ofte for, at moderne prøveudtagningsteknikker bør bruges, så mere nøjagtige og fuldstændige data kan udledes. Republikanere argumenterer ofte imod sådanne prøvetagningsteknikker, idet de siger, at den amerikanske forfatning kræver en "faktisk opregning" for fordeling af sæder for hver delstat i Repræsentanternes Hus, og at politisk udpegede personer ville blive fristet til at manipulere prøveudtagningsformlerne.
Grupper som Prison Policy Initiative hævder, at folketællingspraksis med at tælle fanger som beboere i fængsler, ikke deres adresser før fængslingen, fører til vildledende oplysninger om racedemografi og befolkningstal.

### 2020
Folketællingen i 2020 gav anledning til en række kontroverser og juridiske udfordringer under Trump-administrationen på grund af præsident Donald Trumps politikker vedrørende ulovlig immigration – særligt dem, der er udokumenterede i landet. Forud for offentliggørelsen af folketællingen erklærede handelsministeriet, at det havde til hensigt at tilføje et spørgsmål, der spørger respondenterne om deres immigrationsstatus, hvilket mange delstater og aktivister sagde ville få illegale immigranter til ikke at respondere af frygt for retsforfølgelse. Således ville det føre til underoptælling, hvilket ville påvirke visse delstaters repræsentation og føderal finansiering. Højesteretskendelsen Department of Commerce v. New York besluttede i juni 2019, at begrundelsen for at tilføje spørgsmålet var "vilkårlig" og krævede, at handelsministeriet skulle give en bedre begrundelse før inklusion. Handelsministeriet droppede efterfølgende spørgsmålet inden skemaet blev udsendt. Efter beslutningen udstedte Trump en bekendtgørelse, der pålagde afdelingen at indhente statsborgerskabsdata fra andre føderale agenturer i stedet for via folketællingen. Den 21. juli 2020 underskrev Trump et præsidentielt memorandum, der beordrede udelukkelse af illegale immigranter fra tallene i 2020-folketællingen, der bruges til at fordele pladser i Repræsentanternes Hus.
COVID-19-pandemien vanskeliggjorde indsamlingen af resultaterne fra folketællingen, og departementet forlængede derfor fristen for at afslutte indsamlingen til den 31. oktober i stedet for den 31. juli 2020. Den 3. august annoncerede departementet sin "Replan Schedule", der ville afslutte indsamlingen den 30. september, hvilket ville efterlade dem med ufuldstændige data. Derfor ville de være nødsaget til at estimere den resterende data for at fuldføre opgørelsen. Denne beslutning blev igen anfægtet ved domstolene. Mens lavere domstole havde truffet afgørelse om et forbud mod, at departementet kunne implementere "Replan Schedule", udstedte Højesteret en udsættelse af forbuddet i oktober 2020, hvilket gjorde det muligt for folketællingen at afslutte tidligt.
Omkring samme tid, den 21. juli 2020, udstedte Trump et memorandum til handelsministeriet, hvori han instruerede dem om at bruge estimater af udokumenterede immigranter og trække deres tal fra totalerne, idet han hævdede, at han havde autoritet til at træffe denne beslutning på grundlag af forfatningen og tidligere juridiks retspraksis. Adskillige juridiske udfordringer blev indgivet, heriblandt et kombineret sagsanlæg fra 22 delstater og adskillige ikke-statslige organisationer, som sagde, at kun Kongressen havde en sådan autoritet. Trump anmodede højesteret om at fremskynde høringen til november, da resultaterne skulle leveres til Kongressen senest den 31. december 2020. Retten udstedte en per curiam-afgørelse den 18. december 2020, hvor sagen blev afviste som følge af manglende "Standing" og "Ripeness". Trumps efterfølger, præsident Joe Biden, udstedte efterfølgende et præsidentiel dekret (Executive Order 13986), som krævede, at ikke-statsborgere skulle tælles med i folketællingen i 2020 – både med henblik på opgørelsen og fastsættelsen af Kongressens fordeling. Dette dekret omvendte derved Trump-administrationens beslutning og afsluttede kontroversen.

## Historie
Folketællinger blev foretaget før ratificeringen af USA's forfatning. Således blev der i begyndelsen af det 17. århundrede foretaget en folketælling i Virginia, ligesom folk blev talt i næsten alle de britiske kolonier, som senere skulle blive til USA. Mellem 1781 og 1786 blev den første "faktiske optælling" udført i hver delstat og præsenteret af John Kean ved forfatningskonventet i 1787.
Gennem årene blev landets behov og interesser mere komplicerede. Det betød, at der var behov for statistik, der skulle hjælpe folk med at forstå, hvad der skete, ligesom det skulle bidrage med at danne grundlag for planlægningen. Indholdet af den tiårige folketælling ændrede sig tilsvarende. I 1810 indtraf den første forespørgsel om fabrikater, mængde og værdi af produkter; i 1840 kom der henvendelser om fiskeriet; og i 1850 omfattede folketællingen forespørgsler om sociale spørgsmål, såsom skat, kirker, pauperisme og kriminalitet. Folketællingerne spredte sig også geografisk – både til de nye delstater og territorier som blev tilknyttet USA, ligesom den også spredte sig andre områder under amerikansk suverænitet eller jurisdiktion. Der var så mange flere forespørgsler af enhver art i folketællingen i 1880, at der skulle næsten et helt årti til for at offentliggøre alle resultaterne. Som svar på dette blev folketællingen mekaniseret i 1890 med tabuleringsmaskiner lavet af Herman Hollerith. Dette reducerede sagsbehandlingstiden til to et halvt år.
For de første seks folketællinger (1790-1840) blev der kun registreret navnet på husstandens overhoveder og en generel demografisk opgørelse over de resterende medlemmer af husstanden. Fra 1850 blev alle medlemmer af husstanden navngivet i folketællingen. Folketællinger i slutningen af det 19. århundrede omfattede også landbrugs- og industriskemaer for at måle produktiviteten i landets økonomi. Dødelighedsplaner (taget mellem 1850 og 1880) fangede et øjebliksbillede af levetid og dødsårsager i hele landet.
De første ni folketællinger (1790-1870) blev udført af amerikanske marskaler. Udnævnte amerikanske marskaller fra hvert retsdistrikt hyrede assisterende marskaler til at udføre den egentlige optælling. Folketællerne var typisk fra landsbyen eller kvarteret og kendte ofte beboerne. Census Act af 1840 etablerede et centralt kontor, som blev kendt som Census Office. I 1902 blev et nyt imidlertid Census Office dannet og samtidig flyttet ind under indenrigsministeriet, og i 1903 blev dette omdøbt til U.S. Census Bureau og flyttet ind under det nye handels- og arbejdsministerium. Inden selvidentifikation blev muliggjort (med ID-kort m.m.), stolede U.S. Census Bureau på, at lokalbefolkningen havde en vis viden om beboerne. Raceklassificering blev foretaget af folketællerne i disse årtier snarere end af individet.

## Tidligere folketællinger
| År   | Samlet befolkningstal | Ændring (%) | Mest befolkede delstat   | Mest befolkede by         | Slaver    | Etniske grupper | Noter |  |
| ---- | --------------------- | ----------- | ------------------------ | ------------------------- | --------- | --- | --- |  |
| 1790 | 3.929.326             | —           | Virginia (747.610)       | New York City (33.131)    | 694.280   | Frie hvide kvinder og mænd, andre frie personer, slaver | De oprindelige tal blev senere korrigeret. |  |
| 1800 | 5.308.483             | 35%         | Virginia (676.682)       | New York City (60.515)    | 893.605   | Frie hvide kvinder og mænd, andre frie personer, slaver | De oprindelige tal blev senere korrigeret. |  |
| 1810 | 7.239.881             | 36%         | New York (959.049)       | New York City (96.373)    | 1.191.362 | Frie hvide kvinder og mænd, andre frie personer, slaver | En ny lov tilsagde, at hver marskal (tæller) personligt skulle besøge hver husstand i stedet for at stole på forlydende. |  |
| 1820 | 9.638.453             | 33%         | New York (1.372.812)     | New York City (123.706)   | 1.538.022 | Frie hvide kvinder og mænd, andre frie personer, frie farvede mennesker, slaver | |  |
| 1830 | 12.866.020            | 33%         | New York (1.918.608)     | New York City (202.589)   | 2.009.043 | Frie hvide kvinder og mænd, andre frie personer, frie farvede mennesker, slaver | |  |
| 1840 | 17.069.453            | 33%         | New York (2.428.921)     | New York City (312.710)   | 2.487.355 | Frie hvide kvinder og mænd, andre frie personer, frie farvede mennesker, slaver | Folketællingen anslog befolkningen i USA til 17.100.000. |  |
| 1850 | 23.191.876            | 36%         | New York (3.097.394)     | New York City (515.547)   | 3.204.313 | Sort, Mulat, Hvid | Første år, hvor man forsøgte at registrere hvert medlem af en husstand, inkl. kvinder, børn og slaver. Forinden havde folketællinger kun registreret navnet på husstandens overhoved og tabuleret de øvrige husstandsmedlemmer inden for givne aldersgrupper. |  |
| 1860 | 31.443.321            | 35%         | New York (3.880.735)     | New York City (813.669)   | 3.953.761 | Indisk, kinesisk, sort, mulat, hvid | Dette var den første folketælling, hvor amerikanske oprindelige folk officielt blev talt, men kun dem, der havde 'afsagt stammeregler'. Tallet for nationen var 40.000.                                                                                       |  |
| 1870 | 39.818.449            | 23%         | New York (4.382.759)     | New York City (942.292)   | —         | Indisk, kinesisk, sort, mulat, hvid | Den første folketælling, der gav detaljerede oplysninger om den sorte befolkning. Resultaterne er kontroversielle, da mange mente, at det undervurderede det sande befolkningstal, især i New York og Pennsylvania.                                           |  |
| 1880 | 50.189.209            | 30%         | New York (5.082.871)     | New York City (1.206.299) | —         | Indisk, kinesisk, sort, mulat, hvid | Første folketælling, der tillod kvinder at være tællere. Ligeledes opdagelsen af "Alabama-paradokset". |  |
| 1890 | 62.947.714            | 25%         | New York (6.003.174)     | New York City (1.515.301) | —         | Indisk, kinesisk, japansk, sort, mulat, quadroon, octaroon, hvid | Denne folketælling er bemærkelsesværdig, fordi den er en af kun tre, for hvilke de originale data ikke længere er tilgængelige. Næsten alle befolkningsskemaer blev ødelagt efter en brand i 1921.                                                            |  |
| 1900 | 76.212.168            | 21%         | New York (7.268.894)     | New York City (3.437.202) | —         | Indisk, kinesisk, japansk, sort ("Negro or of Negro descent"), hvid | |  |
| 1910 | 92.228.496            | 21%         | New York (9.113.614)     | New York City (4.766.883) | —         | Indisk, kinesisk, japansk, sort ("negro"), mulat, hvid, andet | |  |
| 1920 | 106.021.537           | 15%         | New York (10.385.227)    | New York City (5.620.048) | —         | indisk, kinesisk, filippinsk, hindu, japansk, koreansk, sort ("negro"), mulat, hvid, andet | |  |
| 1930 | 122.775.046           | 13%         | New York (12.588.066)    | New York City (6.930.446) | —         | Indisk, kinesisk, filippinsk, hinduistisk, japansk, koreansk, sort ("negro"), mexicansk, hvid, andet | |  |
| 1940 | 132.164.569           | 7%          | New York (13.479.142)    | New York City (7.454.995) | —         | Indisk, kinesisk, filippinsk, hinduistisk, japansk, koreansk, sort ("negro"), hvid, andet | |  |
| 1950 | 150.697.361           | 14%         | New York (14.830.192)    | New York City (7.891.957) | —         | Amerikansk indianer, kinesisk, filippinsk, japansk, sort ("negro"), hvid, andet | Den seneste folketælling, hvor enkeltpersoners data nu er blevet frigivet til offentligheden (efter "72-års reglen"). |  |
| 1960 | 179.323.175           | 19%         | New York (16.827.000)    | New York City (7.781.984) | —         | Aleut, amerikansk indianer, eskimo, kinesisk, filippinsk, japansk, sort ("negro"), hawaiiansk, delvis hawaiisk, hvid | Vil være tilgængelig til offentlig eftersyn den 1. april 2032. |  |
| 1970 | 203.302.031           | 13%         | Californien (19.953.134) | New York City (7.894.862) | —         | Amerikansk indisk, kinesisk, filippinsk, japansk, koreansk, "negro" eller sort, latinamerikansk oprindelse, mexicansk, puertoricansk, cubansk, central- eller sydamerikansk, hawaiisk, hvid, andet | Vil være tilgængelig til offentlig eftersyn den 1. april 2042. |  |
| 1980 | 226.545.805           | 11%         | Californien (23.667.902) | New York City (7.071.639) | —         | Aleut, eskimo, amerikansk indianer, asiatisk indisk, kinesisk, filippinsk, japansk, koreansk, vietnamesisk, "negro" eller sort, latinamerikansk oprindelse, mexicansk, mexicansk-amerikansk, chicano, puertoricansk, cubansk, anden latinamerikansk, hawaiisk, guamansk, samoansk, hvid , Andet | Vil være tilgængelig til offentlig eftersyn den 1. april 2052. |  |
| 1990 | 248.709.873           | 10%         | Californien (29.760.021) | New York City (7.322.564) | —         | Aleut, eskimo, amerikansk indianer, asiatisk eller stillehavsøboer, kinesisk, filippinsk, koreansk, vietnamesisk, japansk, asiatisk indianer, anden API, "negro" eller sort, latinamerikansk oprindelse, mexicansk, mexicansk-amerikansk, chicano, puertoricansk, cubansk, anden latinamerikansk , hawaiisk, guamansk, samoansk, hvid, anden race                                                    | Vil være tilgængelig til offentlig eftersyn den 1. april 2062. |  |
| 2000 | 281.421.906           | 13%         | Californien (33.871.648) | New York City (8.008.278) | —         | Amerikansk indianer, indfødt Alaska, asiatisk indianer, kinesisk, filippinsk, japansk, koreansk, vietnamesisk, anden asiatisk, sort, afroamerikansk eller "negro", latinamerikansk oprindelse, mexicansk, mexicansk-amerikansk, chicano, puertoricansk, cubansk, anden latinamerikansk, hawaiisk , guamansk eller chamorro, samoansk, anden stillehavsøboer, hvid, anden race                        | Vil være tilgængelig til offentlig eftersyn den 1. april 2072. |  |
| 2010 | 308.745.538           | 10%         | Californien (37.253.956) | New York City (8.175.133) | —         | Amerikansk indianer, indfødt Alaska, asiatisk indianer, kinesisk, filippinsk, japansk, koreansk, vietnamesisk, anden asiatisk, sort, afroamerikansk eller "negro", latinamerikansk oprindelse, mexicansk, mexicansk-amerikansk, chicano, puertoricansk, cubansk, anden latinamerikansk, hawaiisk , guamansk eller chamorro, samoansk, anden stillehavsøboer, hvid, anden race                        | Vil være tilgængelig til offentlig eftersyn den 1. april 2082. |  |
| 2020 | 331.449.281           | 7%          | Californien (39.538.223) | New York City (8.804.190) | —         | Amerikansk indianer, indfødt Alaska, asiatisk indianer, kinesisk, filippinsk, japansk, koreansk, vietnamesisk, anden asiatisk, chamorro, indfødt hawaiiansk, samoansk, anden stillehavsøboer, sort eller afroamerikansk, latinamerikansk, latino eller spansk oprindelse, chicano, cubansk, mexicansk , Mexicansk amerikansk, Puerto Rican, en anden latinamerikansk oprindelse, Hvid, en anden race | Første folketælling, der tilbød muligheder for at svare online eller via telefon, foruden muligheden for at svare på en papirformular som ved tidligere folketællinger. Vil være tilgængelig til offentlig eftersyn den 1. april 2092.                        |  |